# Mayfair
Mayfair je oblast v londýnském West Endu. Nachází se v městském obvodu Westminster mezi Oxford Street, Regent Street, Piccadilly a Park Lane. Na západě hraničí s Hyde Parkem. Jde o velmi bohatou čtvrť, jednu z nejdražších v Londýně. Nachází se zde kostel sv. Jiří, který leží na Hannoverském náměstí. V oblasti je rovněž řada hotelů, včetně The Dorchester a Ritz. Také se zde nachází řada muzeí či galerií. Přímo ve čtvrti se nenachází žádná zastávka metra, jsou však na jejích okrajích.